# Champagnac-la-Prune
 Champagnac-la-Prune  (en occitano Champanhac la Pruna) es una comuna y población de Francia, en la región de Lemosín, departamento de Corrèze, en el distrito de Tulle y cantón de La Roche-Canillac.
Su población en el censo de 2008 era de 166 habitantes.
Está integrada en la Communauté de communes du Doustre et du Plateau des Étangs.

## Demografía
| 275 | 282 | 263 | 219 | 167 | 160 | 166 |
| Para los censos de 1962 a 1999 la población legal corresponde a la población sin duplicidades (Fuente: INSEE [Consultar]) |     |     |     |     |     |     |